# Atletismo nos Jogos Pan-Americanos de 1983 - 400 m com barreiras masculino
A prova dos 400 m com barreiras masculino nos Jogos Pan-Americanos de 1983 foi realizada em Havana, Cuba.

## Medalhistas
| Ouro                   | Prata                       | Bronze                        |
| Frank Montiéh CUB Cuba | Antônio Ferreira BRA Brasil | James King USA Estados Unidos |

## Resultados
| Posição           | Nome             | Nacionalidade      | Tempo | Notas |
| ----------------- | ---------------- | ------------------ | ----- | ----- |
| Medalha de ouro   | Frank Montiéh    | CUB Cuba           | 50.02 |       |
| Medalha de prata  | Antônio Ferreira | BRA Brasil         | 50.08 |       |
| Medalha de bronze | James King       | USA Estados Unidos | 50.31 |       |
| 4                 | Ian Newhouse     | CAN Canadá         | 50.66 |       |
| 5                 | Oswaldo Zea      | VEN Venezuela      | 50.85 |       |
| 6                 | Lloyd Guss       | CAN Canadá         | 51.50 |       |
| 7                 | Julio Ferrer     | PUR Porto Rico     | 51.94 |       |
| 8                 | Javier Olivar    | URU Uruguai        | 53.96 |       |